# Rue Saint-Hilaire (Reims)
Pour les articles homonymes, voir Rue Saint-Hilaire.
La rue Saint-Hilaire est une voie de la commune de Reims, située au sein du département de la Marne, en région Grand Est.

## Situation et accès
La rue Saint-Hilaire appartient administrativement au quartier Centre-ville de Reims.

## Origine du nom
Cette voie est nommée d'après l'église Saint-Hilaire, bâtiment ayant été détruit lors de la Révolution française, saint Hilaire était vénéré à Warke-sur-Meuse où se trouvait son chef et le bras en la cathédrale de Reims, il se fêtait le 14 janvier. Détruite en 1791, l'église laissait une place municipale, la rue devenait rue de la Gloire ; elle finit par reprendre son nom à une date indéterminée.

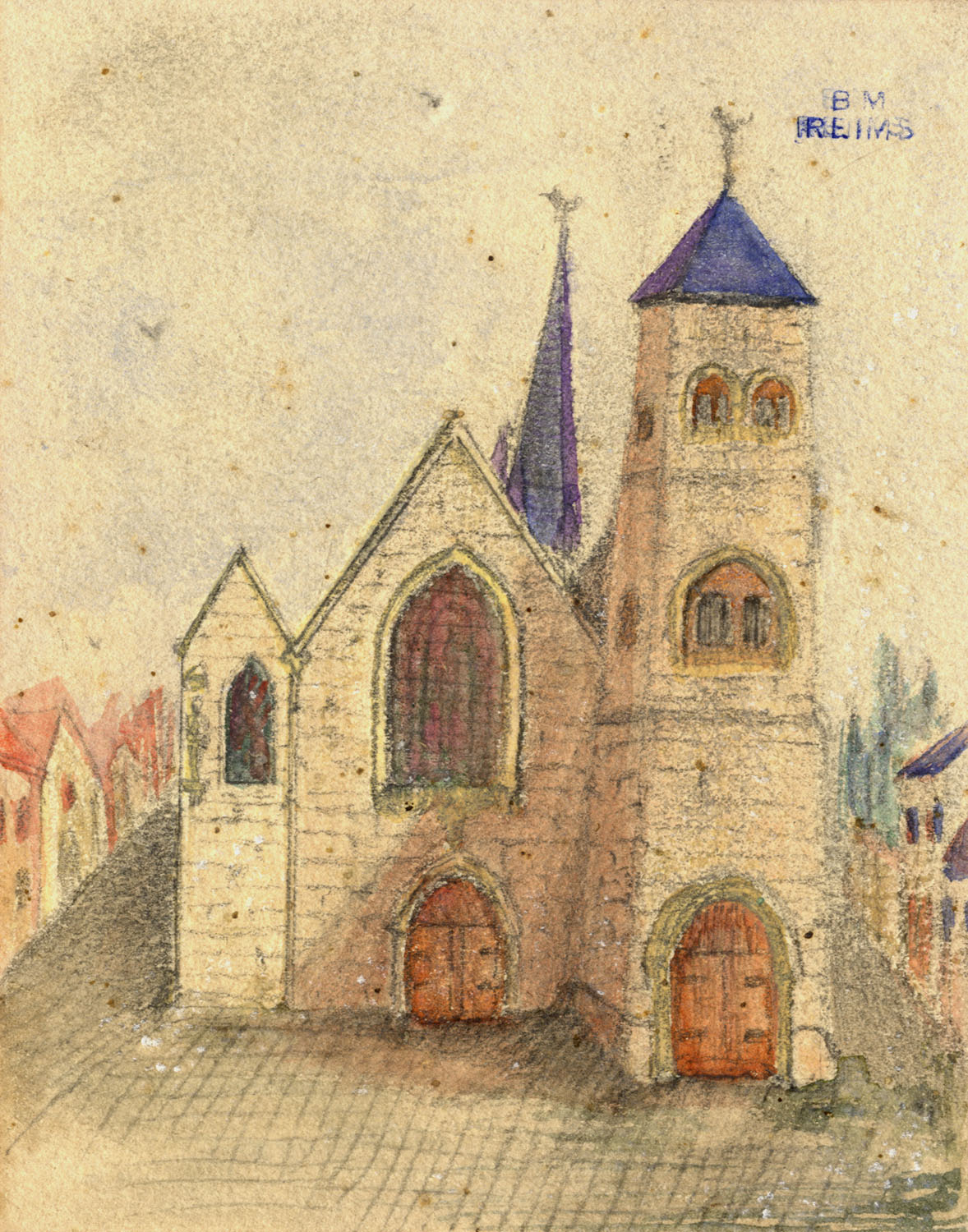
L'ancienne église sur un dessin conservé à la bibliothèque Carnegie (Reims)
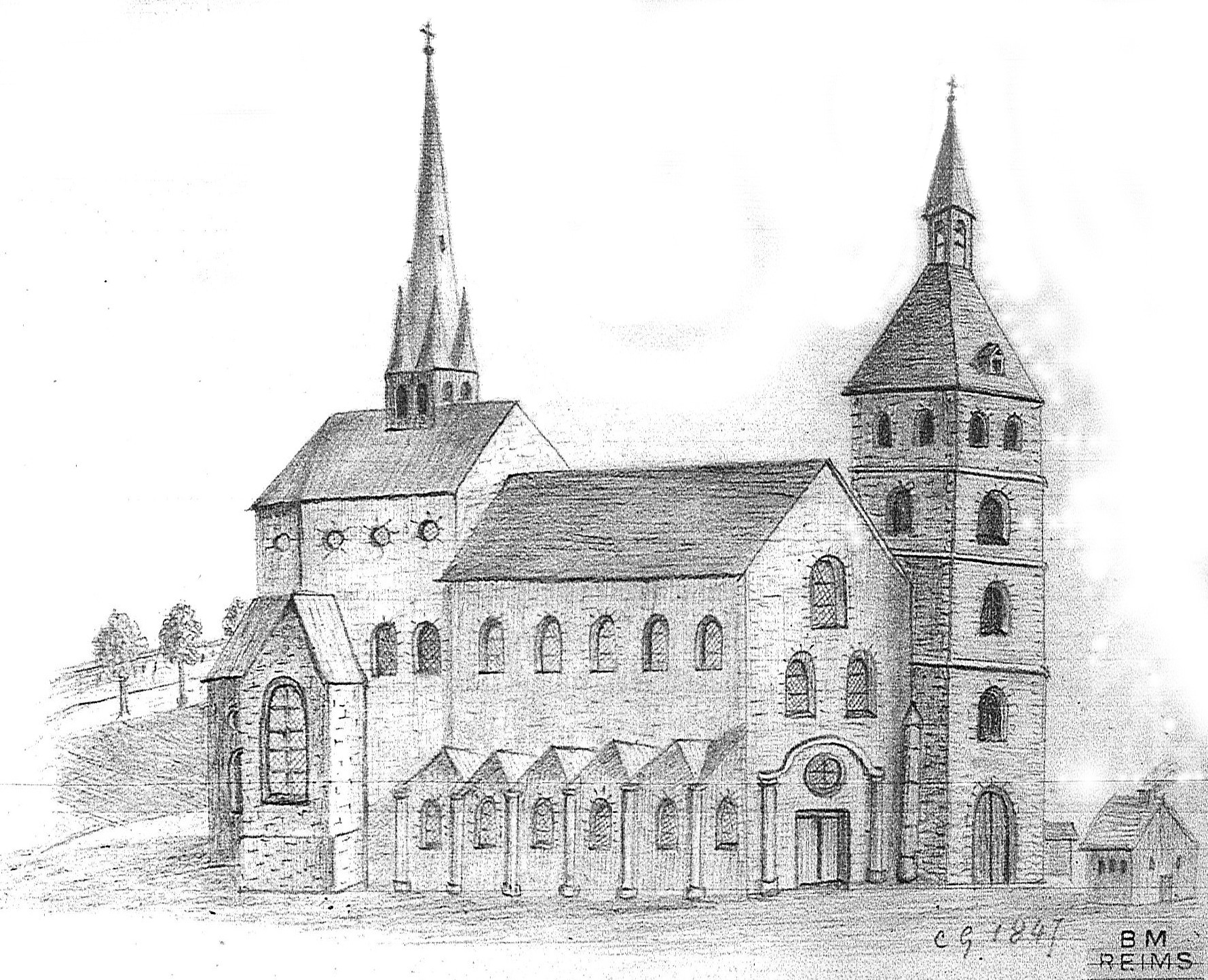
Dessin Charles Givelet.

## Historique

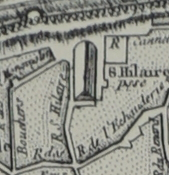
Sur le plan Moithey de 1775 avec son cimetière.
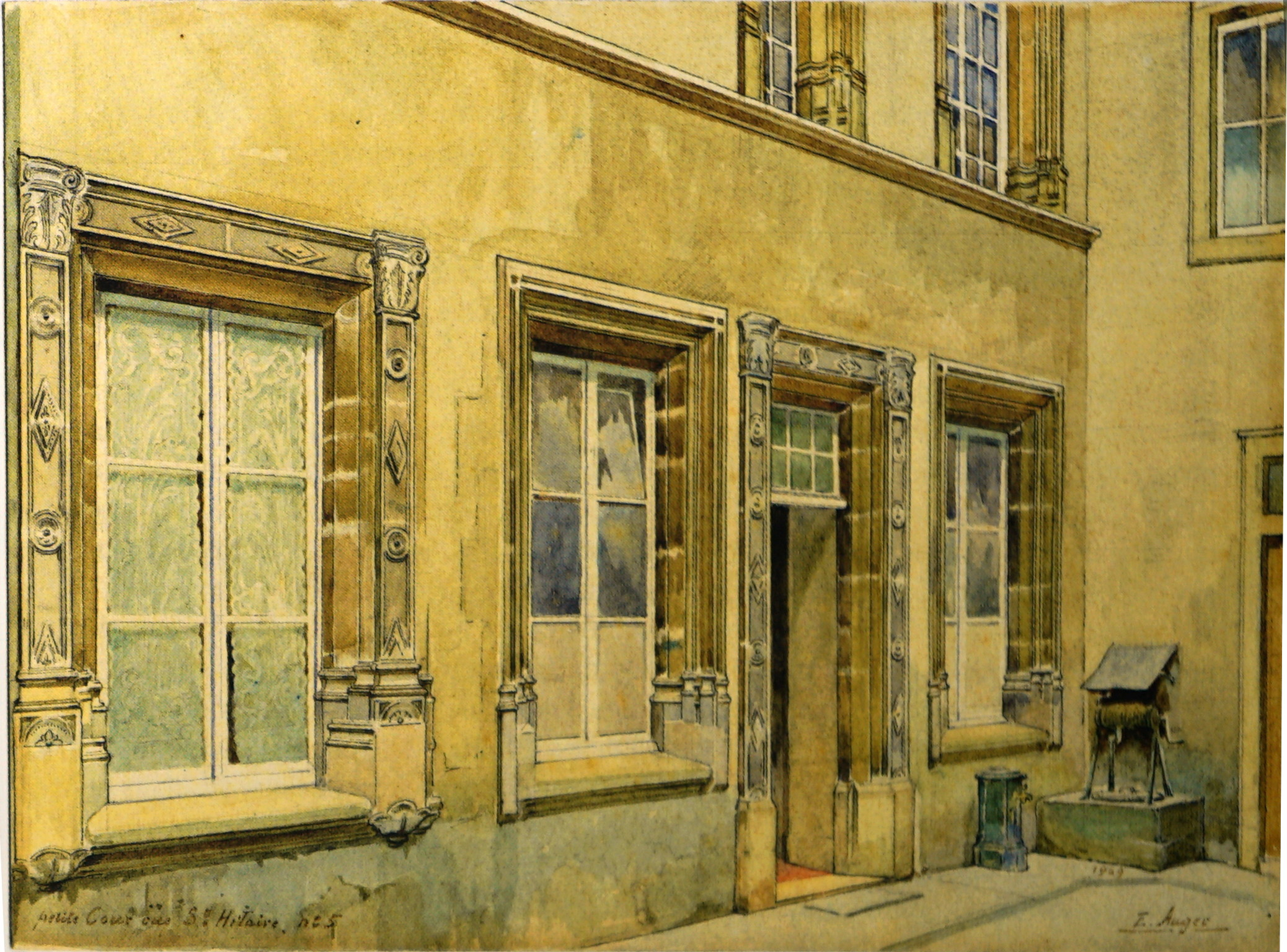
Une cour par Eugène Auger, début XXe siècle.